# Independent Media
Independent Media (IM) — российский издательский дом. Издаёт русскоязычные журналы и управляет их веб-сайтами.

## История
Independent Media был основан в 1992 году группой голландских инвесторов во главе с Дерком Сауэром. История IM началась с ежедневной газеты The Moscow Times.
В 1994 году Дерк Сауэр и Independent Media начал выпускать в России один из самых популярных в мире женских журналов и первый в России глянец — Cosmopolitan (с 2022 — The Voice). В 1995 IM стал издателем в России мужского журнала Playboy. Вслед за этим IM запустил еще несколько изданий, среди которых: «Домашний Очаг» (1995, с 2022 — «Новый очаг»), Harper’s Bazaar (1996, с 2022 — The Symbol) — первый в России журнал о моде, Men’s Health (1998, с 2022 — Men Today), «Популярная механика» (2002, с 2022 — TechInsider), Esquire (2005, с 2022 — «Правила жизни») и другие. В 1999 году IM вместе с The Wall Street Journal и Financial Times основал деловую газету «Ведомости».
В 2005 году компанию приобрел финский издательский холдинг Sanoma, который владел IM до 2015 года. В апреле 2015 года Sanoma объявила о продаже своей доли (33 %) в «Ведомостях». Также Sanoma договорилась о продаже прав на выпуск журналов National Geographic, Men’s Health, Harvard Business Review и некоторых других. Покупателем стал Демьян Кудрявцев, бывший гендиректор ИД «Коммерсант». Новый издательский дом получил название MoscowTimes.
В марте 2016 года Sanoma закрыла сделку по продаже оставшегося в России журнального бизнеса (журналы, издающиеся по лицензии Hearst — Cosmopolitan, Esquire и другие, а также еженедельник Grazia) фонду Inventure Partners. За эти активы, сохранившие бренд Independent Media, покупатель заплатил около 30 млн евро и теперь владеет в издательском доме 80 %, а американская Hearst снизила долю в бизнесе с 50 до 20 %.
В 2022 году, после вторжения России в Украину, конгломерат Hearst, по лицензии которого Independent Media издавал российские версии журналов Cosmopolitan, Men’s Health, Esquire и Harper’s Bazaar, прекратил работу в России и отозвал лицензию у Independent Media.

## Деятельность
Independent Media выпускает глянцевые издания — печатные журналы и сайты. В 2018 году компания расширила сферу деятельности, запустив маркетплейс с кешбэк-сервисом и сервис шопинга на основе искусственного интеллекта.

### Печатные издания
- «Новый очаг» — преемник русскоязычного американского издания Good Housekeeping, ранее известного как «Домашний Очаг».
- «Правила жизни» — преемник русскоязычного американского издания Esquire.
- Grazia — русскоязычное издание итальянского Grazia.
- Men Today — российский мужской журнал, созданный 11 апреля 2022 года, преемник русскоязычного американского издания Men’s Health.
- Robb Report — русскоязычное издание американского Robb Report.
- TechInsider — преемник русскоязычного американского издания Popular Mechanics, ранее известного как «Популярная механика».
- The Symbol — преемник русскоязычного американского издания Harper’s Bazaar.
- The Voice — преемник русскоязычного американского издания Cosmopolitan.

## Сотрудники
В компании в разное время работали известные журналисты, медийные персоны, медиаменеджеры: Дерк Сауэр, Елена Мясникова, Артемий Троицкий, Николай Усков, Антон Красовский, Шахри Амирханова, Филипп Бахтин, Татьяна Лысова, Елизавета Осетинская.